# Ferdinand Zirkel
Ferdinand Zirkel (20 mai 1838, Bonn -12 juin 1912) est un géologue et pétrologue allemand.

## Biographie

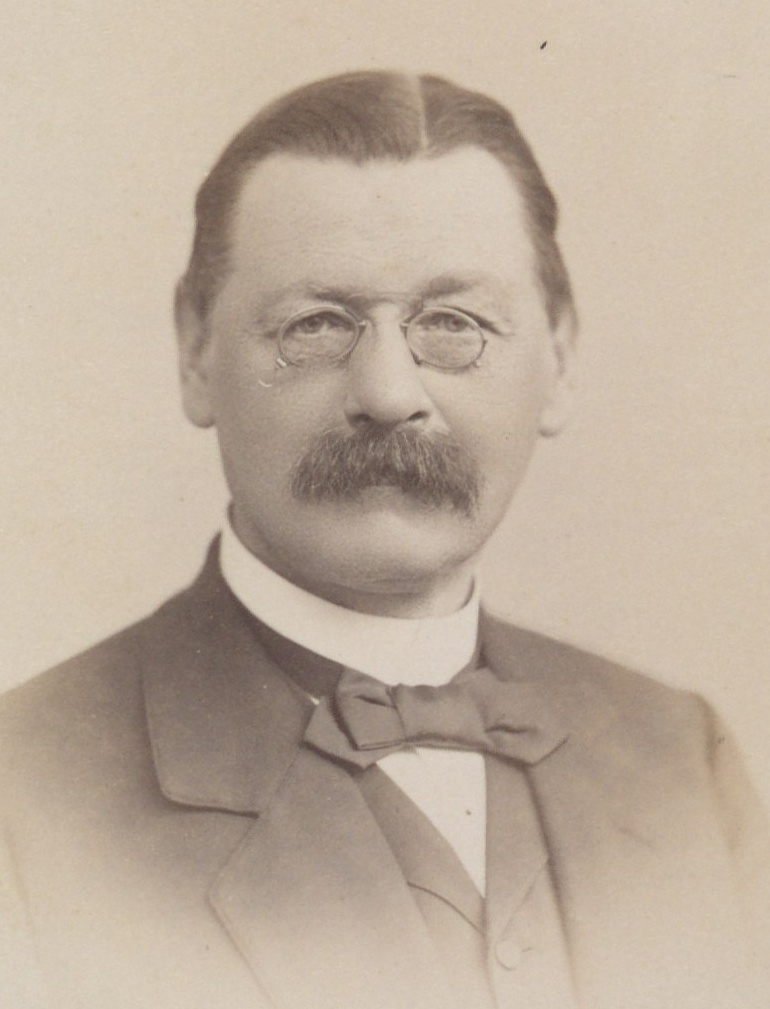
Ferdinand Zirkel, 1899

Il naît à Bonn où il reçoit toute son éducation jusqu'à son doctorat à l'université de cette ville en 1861. Au début de sa carrière il est engagé pour enseigner la géologie et la minéralogie à l'université de Vienne. Il devient professeur de géologie à l'université de Lviv en 1863, en 1868 à celle de Kiel et en 1870 comme professeur de minéralogie et de géologie à l'université de Leipzig. Zirkel est devenu membre étranger de la Royal Society le 25 novembre 1897.
La zirkélite (en) lui a été dédiée.

## Publications
- Geologische Skizze von der Westküste Schottlands, 1871
- Die Struktur der Variolite, 1875
- Microscopical Petrography -- pétrologie microscopique, 1876
- Limurit aus der Vallée de Lesponne, 1879
- Über den Zirkon -- Du zirconium, 1880
- Lehrbuch der Petrographie -- Manuel de pétrologie, 1866
- Die mikroskopische Beschaffenheit der Mineralien und Gesteine -- La constitution microscopique des minéraux et des roches 1873